# 尖東及京士柏
尖東及京士柏（英語：East Tsim Sha Tsui & King's Park，代號E17）曾是香港油尖旺區議會下轄的選區，2015年設立，2023年取消，末任區議員為民主黨成員兼油尖旺區議會副主席朱子洛。

## 範圍
選區依加士居道漆咸道南可分為京士柏及尖東部分，現時人口較多的京士柏部分計有帝庭園、君頤峰、爵士花園、碧林閣、衛理苑、伊利沙伯醫院一帶加上油麻地砵蘭街及鴉打街以東一帶，而尖東部分則有希爾頓大廈、好時中心等商業區一帶及香港理工大學，投票站亦因應社區分佈而設有兩個，分別位於油蔴地街坊會學校及香港理工大學紅磡灣校園。

## 沿革
2015年區議會選舉，選管會以原有京士柏選區人口過多而分拆，當中京士柏範圍則與尖東商業區合併成立為尖東及京士柏選區，由於京士柏與尖東商業區路程甚遠，有關劃界被指破壞社區連繫。人口估算約15,185人，其中有3,427位選民，議席由曾參選2007年區議會選舉黃大仙區竹園南選區的建制派人士鄧銘心及公共專業聯盟成員、前油尖旺區議會主席陳文佑角逐，最終鄧銘心以852票擊敗681票的陳文佑。
2019年區議會選舉，由於估計油麻地南選區人口過多而本區人口過少，選管會決定將油麻地南選區砵蘭街和鴉打街以東的部分樓宇劃入本區。然而參考2016年中期人口普查結果，本區由人口普查至2018年選區制定估計人口步驟期間，在沒有重大發展計劃之下，居民下跌數千人，有意見認為估計不準確，但由於坊間未能證實有關數字真偽，選管會採用官方數據，落實有關改動。選區人口估算約12,641人，其中有4,642位選民，議席由民主黨成員朱子洛及爭取連任的鄧銘心角逐，最終朱子洛以1,745票擊敗1,567票的鄧銘心。
尖東及京士柏選區隨着2023年選舉改革被撤銷，與尖沙咀西、九龍站、佐敦西、油麻地南、富榮、油麻地北、佐敦北、佐敦南及尖沙咀中選區合併為油尖旺南選區。

## 歷屆議員
| 屆別           | 議員   | 政治聯繫 | 政治聯繫  |
| -------------- | ------ | -------- | --------- |
| 2016年－2019年 | 鄧銘心 |          | 九 九社聯 |
| 2020年－2023年 | 朱子洛 |          | 民主黨    |

## 歷屆選舉結果
| 政党   | 政党         | 候选人    | 票数  | %     | ±      |
| ------ | ------------ | --------- | ----- | ----- | ------ |
|        | 民主黨       | 1. 朱子洛 | 1,745 | 52.69 | 不適用 |
|        | 九龍社團聯會 | 2. 鄧銘心 | 1,567 | 47.31 | ▼8.27  |
| 多数票 | 多数票       | 多数票    | 178   | 5.37  | ▼5.79  |

| 政党   | 政党         | 候选人    | 票数 | %     | ±      |
| ------ | ------------ | --------- | ---- | ----- | ------ |
|        | 公共專業聯盟 | 1. 陳文佑 | 681  | 44.42 | 新選區 |
|        | 九龍社團聯會 | 2. 鄧銘心 | 852  | 55.58 | 新選區 |
| 多数票 | 多数票       | 多数票    | 171  | 11.16 | 新選區 |